# Parafia Wniebowzięcia Najświętszej Maryi Panny w Michałowicach
Parafia pw. Wniebowzięcia Najświętszej Maryi Panny w Michałowicach – parafia rzymskokatolicka należąca do dekanatu raszyńskiego, archidiecezji warszawskiej, metropolii warszawskiej Kościoła katolickiego. Siedziba parafii mieści się w Michałowicach przy ulicy Szkolnej 11. Obsługiwana przez księży archidiecezjalnych.
Parafia jest zarządcą cmentarza parafialnego w Michałowicach.

## Historia
Parafia została założona w 1951 r. 

### Kościół parafialny
Obecny kościół parafialny został zbudowany w latach 1997-2005.